# Пелиады (жрицы)
Пелиады (греч. Πελειάδες «голубки») — жрицы (прорицательницы) Зевса и Богини-матери Дионы при оракуле Зевса в Додоне в Эпире, на северо-западе Греции. Они пророчествовали у жителей Додоны. По свидетельству Страбона, это могли быть 3 голубки или 3 старухи, жившие при храме.

## Древние источники
Геродот пишет о двух чёрных голубках:

«А жрицы в Додоне сообщили вот что. Две черные голубки однажды улетели из египетских Фив, одна — в Ливию, а другая к ним в Додону. Сев на дуб, голубка человеческим голосом приказала воздвигнуть здесь прорицалище Зевса. Додонцы поняли это как волю божества и исполнили её. Голубка же, прилетевшая в Ливию, как говорят, приказала основать там прорицалище Аммона. И это также — оракул Зевса. Это мне рассказывали додонские жрицы. Старшую из них звали Промения, среднюю Тимарета, а младшую Никандра. И другие люди из Додоны, из числа храмовых служителей, подтвердили мне их рассказ. <…> Голубками же, как я думаю, додонцы называли этих женщин потому, что те были из чужой страны и, казалось, щебетали по-птичьи. Когда затем голубка заговорила человеческим голосом, то это значит, что они теперь стали понимать женщину. Пока же она говорила на чужом языке, им казалось, что она щебечет по-птичьи. Действительно, как же может голубка говорить человеческим языком! Когда же они называют голубку черной, то этим указывают на то, что женщина была египтянкой».

Голуби во многих древних текстах также связаны с Афродитой.
Пелиады часто связывались с Плеядами, хотя прямых связей между ними может быть и нет. Тем не менее, голуби также связаны с мифом о Плеядах.
Свидетельство Страбона может объяснить происхождение слова «пелиады»,

«У феспротов и молоссов, как и у македонян, старухи назывались peliai (пелиай), а старики — pelioi (пелиой). Во всяком случае они называли лиц, занимавших у них почетные должности, „пелигонами“, у лаконцев и массалийцев такие же лица назывались геронтами (букв. „старцы“; они составляли „совет“ старейшин в Спарте). Отсюда, говорят, происходит миф о голубях на додонском дубе.»